# Blenina lichenopa
Blenina lichenopa är en fjärilsart som beskrevs av Edward Meyrick 1897. Blenina lichenopa ingår i släktet Blenina och familjen trågspinnare. Inga underarter finns listade i Catalogue of Life.